# Terricciola
Terricciola település Olaszországban, Toszkána régióban, Pisa megyében. Lakosainak száma 4445 fő (2023. január 1.). Terricciola Capannoli, Casciana Terme Lari, Chianni, Lajatico és Peccioli községekkel határos.

## Népesség
A település lakossága az elmúlt években az alábbi módon változott:
| Lakosok száma | 4522 | 4520 | 4445 |
|               | 2017 | 2018 | 2023 |